# Véronique Dumont
Pour les articles homonymes, voir Dumont.
Véronique Dumont est une actrice belge.

## Biographie
Véronique Dumont a suivi sa formation de comédienne au Conservatoire royal de Bruxelles où elle a obtenu un premier prix en 1991.

## Filmographie
- 1992 : Sur la terre comme au ciel de Marion Hänsel
- 2000 : Thomas est amoureux de Pierre-Paul Renders : Louise
- 2004 : Mon Ange de Serge Frydman : Tulipe
- 2007 : La Couleur des mots de Philippe Blasband : Lucie
- 2008 : Coquelicots de Philippe Blasband : Xénia
- 2009 : Panique au village de Stéphane Aubier et Vincent Patar : Janine (voix)
- 2011 : Ni à vendre ni à louer de Pascal Rabaté
- 2017 : Lola Pater de Nadir Moknèche : Catherine

## Distinctions
- Prix du Théâtre 2000[1]
- Prix de la critique 2008[2]